# Muzeum Kolei w Zubrnicach
Muzeum kolei w Zubrnicach (cz. Malé Železniční Muzeum Zubrnice) – muzeum kolejnictwa zlokalizowane w czeskich Zubrnicach, na dworcu kolei lokalnej Velké Březno – Verneřice – Úštěk.

## Historia linii kolejowej
Ekspozycja poświęcona jest przede wszystkim historii wspomnianej wyżej linii kolejowej, która zaliczała się do jednej z najciekawszych na terenie Czech. Linia była zbudowana w latach 1889–1900. Przewozy na odcinku Velké Březno – Verneřice były zainaugurowane w dniu 60. urodzin cesarza Franciszka Józefa I, 18 sierpnia 1890. Dalsza część (do Úštěka) została oddana do użytku w końcu tego roku. Całość budowała austriacka firma Stern Hafferl, w taki sposób, by uniknąć budowy jakichkolwiek tuneli lub większych mostów – jak najtańszym kosztem. W związku z tym na linii zbudowano wiele niedużych mostów drewnianych. Powyższe czynniki spowodowały, że linia uzyskała wyjątkowo interesujący, kręty przebieg przez Czeskie Średniogórze (najwyższy punkt to Mukařov – 576 m n.p.m.). Po II wojnie światowej ruch na liniach lokalnych na terenach, z których wysiedlono Niemców sudeckich znacznie spadł. Na linii usteckiej utrzymywały się tylko duże przewozy turystyczne, zwłaszcza w okolice stawu rybnego Chmelř. W czasie socjalizmu nie próbowano rewitalizować przewozów na linii. Ostatnie przejazdy odbyły się 27 maja 1978, a linię prawie w całości rozebrano w 1980. Pozostawiono tylko odcinek z Velkého Března do Zubrnic, początkowo z zamiarem włączenia go, jako linii turystycznej, do skansenu architektury ludowej w Zubrnicach (organizowanego w tamtym okresie). Z czasem jednak trakt wzbudził zainteresowanie lokalnej społeczności i zaczęły się wokół niego krystalizować inicjatywy społeczne. W 1993 powstało stowarzyszenie Zubrnická museální železnice (Zubrnicka Kolej Muzealna). Z uwagi na wspomniane wyżej niewielkie mosty, zachowane w niezmienionym stanie od 1890, linia uzyskała w 1998 status zabytku kultury Republiki Czeskiej. Od tego momentu ruszyły prace porządkowe i rekonstrukcyjne (przy zachowaniu charakteru zabytkowego). W 2009 cała linia Velké Březno – Verneřice – Úštěk ponownie stała się, z urzędowego punktu widzenia, linią kolejową, na której prowadzić można normalne przewozy.

## O muzeum
W 1996, dzięki inicjatywom obywatelskim, otwarto muzeum kolejowe na stacji Zubrnice. W ekspozycji muzeum znalazły się: zbiór drezyn historycznych, lokomotywy i wagony (stopniowo rekonstruowane), pokój odprawy podróżnych i ręczny żuraw wodny. Najważniejsze są drezyny ręczne z lat 20. XX w. oraz inspekcyjna drezyna motorowa na bazie samochodu Tatra, a przede wszystkim najstarsza czeska lokomotywa spalinowa, pochodząca z 1916, wyprodukowana dla armii francuskiej (później zatrudniona w czeskich cukrowniach).